# Іфігенія (скеля в Криму)
Іфіге́нія (крим. İfiğeniâ) — скеля Іфігенія в Криму. Пам'ятник неживої природи в селищі Кастропуло (Берегове) Ялтинського району.

## Опис
З боку моря скеля здіймається на 120 м над Чорним морем, утворюючи унікальний стародавній вулканічний масив. Скеля обрисами нагадує фортецю.
Утворена скеля Іфігенія потужною товщею спілітових туфів і кератофірових порфіритів, таке поєднання порід унікальне для Криму. Назву свою, скеля Іфігенія, отримали завдяки сюжету відомого давньогрецького міфу. У міфі розповідається про те, що Іфігенія була дочкою царя Агамемнона, який був ватажком греків у знаменитій Троянській війні, і Іфігенія була принесена в жертву богині Діві — Артеміді. Богиня пошкодувала нещасну, і перенесла її в Тавриду, де зробила її головною жрицею у своєму храмі Богині-Діви.